# Alfred Palla

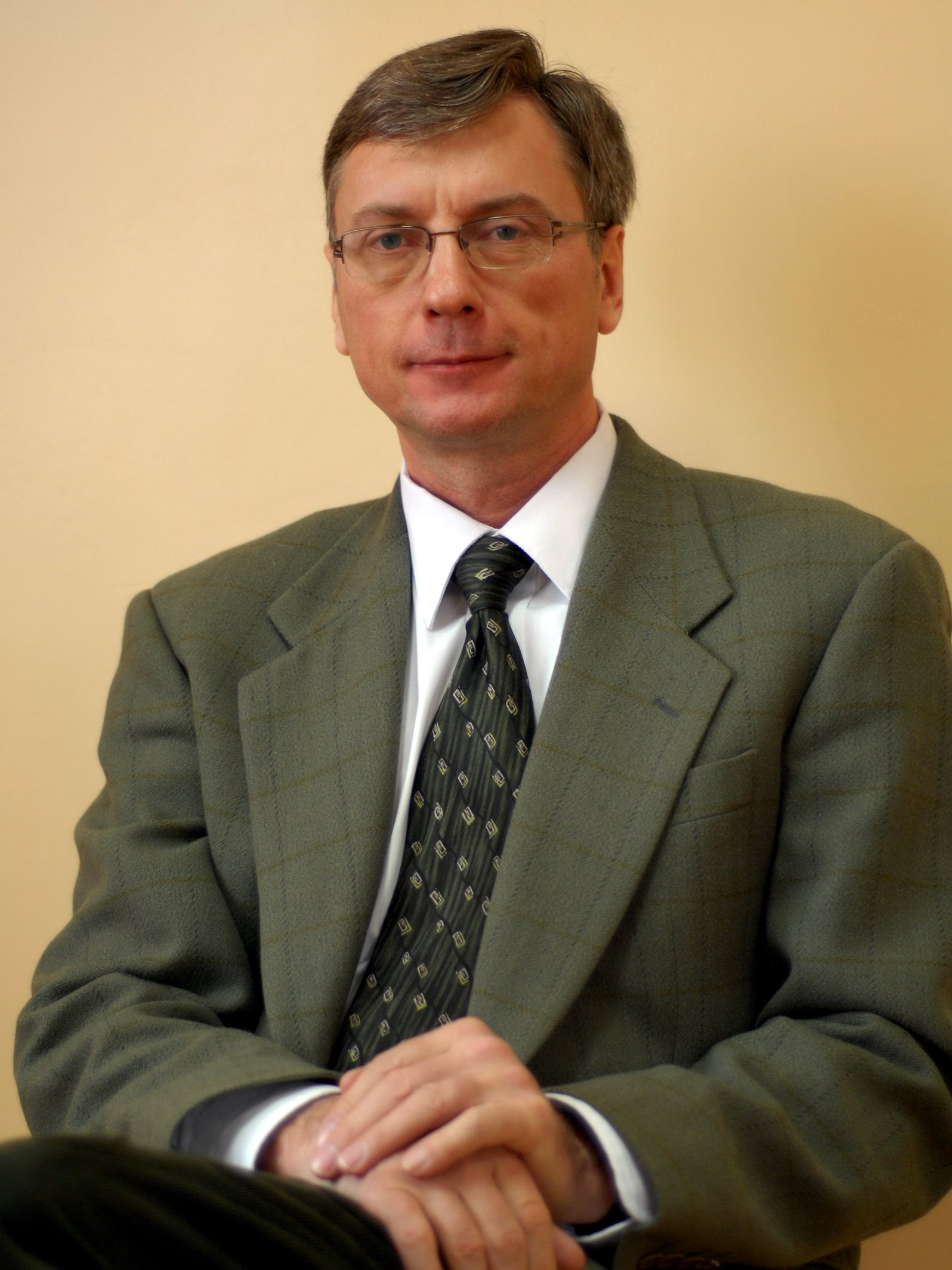
Alfred Palla

Alfred Jan Palla (ur. 1960 w Wodzisławiu Śląskim) – polski pisarz, podróżnik, historyk, teolog adwentystyczny, apologeta, autor książek.

## Życiorys

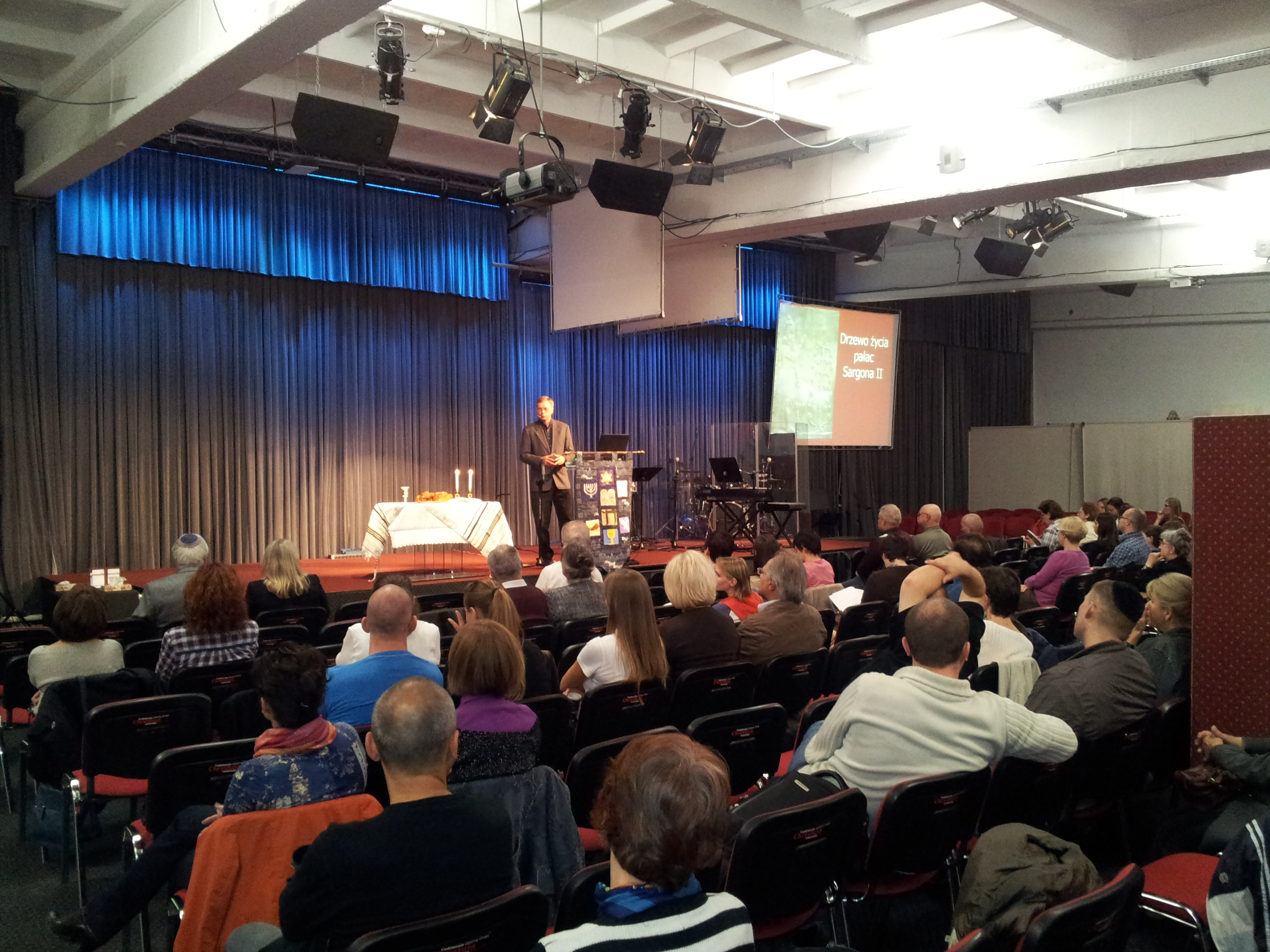
Alfred Palla podczas wykładu „Tajemnice Biblii i starożytności: Odkrycie Niniwy” w zborze Kościoła Chrystusowego „Warszawa Północ” we wrześniu 2012 roku

Ukończył Pedagogiczne Studium Techniczne w Gliwicach, a następnie studiował w krakowskiej Wyższej Szkole Pedagogicznej, specjalizując się w historii starożytnej pod kierunkiem prof. Aleksandra Krawczuka. W 1986 roku wyjechał do Stanów Zjednoczonych, gdzie studiował biblistykę na Andrews University w stanie Michigan. Stopień naukowy doktora uzyskał w Fuller Theological Seminary w Kalifornii. W Stanach Zjednoczonych mieszkał do roku 2006.
W latach 1997–2006 pracował jako duchowny w środowisku polonijnym w Chicago. Od 2006 roku zajmuje się popularyzowaniem wiedzy biblijnej i historycznej w Polsce.
Jest autorem ponad stu artykułów oraz kilkunastu książek, w których zajmuje się historią, archeologią, biblistyką, apologetyką chrześcijańską oraz kształtowaniem w czytelniku pozytywnego wyznania. Opublikował liczne artykuły w takich czasopismach, jak Dziennik Chicagowski, Relax, Panorama, Gwiazda Polarna, Znaki Czasu, Fakty i Mity, Słowo i Życie oraz CEL, broniąc w nich wiarygodności Biblii oraz jej nauk.
W roku 2018 obronił doktorat na Wydziale Filologiczno-Historycznym Akademii Pomorskiej w Słupsku.

## Poglądy
Uważa, że prawdziwy sukces nie polega na tym, co się posiada, lecz kim się jest. Zachęca do rozpoznania i rozwoju otrzymanego talentu, w tym pasji, temperamentu, preferencji osobowościowych i darów duchowych, a także do wytrwałego rozwoju potencjału.
Jako sceptyk zainteresował się Całunem Turyńskim. Po przestudiowaniu wyników badań przeprowadzonych przez naukowców reprezentujących różne dyscypliny oraz historii całunu, doszedł do przekonania, że jest to zabytek autentyczny i starożytny.
Broni historycznej wiarygodności Pisma Świętego, w tym m.in. Mojżeszowego autorstwa Pięcioksięgu. Argumentuje za datowaniem wyjścia Izraelitów z Egiptu na 1446 r. p.n.e. Twierdzi, że opisaną w Księdze Wyjścia córką faraona, która wyłowiła z rzeki Mojżesza, była Hatszepsut.
Jest reprezentantem kreacjonizmu młodej Ziemi. Uważa, że dinozaury mogły współistnieć z ludźmi, a ich wyginięcie najlepiej wyjaśnia biblijny potop. Twierdzi, że w jego wyniku powstały skamieniałości i warstwy geologiczne, a skutkiem potopu było spękanie płyt tektonicznych i dryf kontynentalny, epoka lodowcowa oraz pokłady ropy naftowej i gazu ziemnego. Wskazuje, że pozostałością po tym globalnym kataklizmie jest m.in. kilkaset legend zachowanych przez różne ludy świata, a także Święto Zmarłych, obchodzone przez niemal wszystkie kultury od najdawniejszych czasów w dniu, w którym rozpoczął się biblijny potop.
Przywiązuje wielką wagę do święcenia sabatu. Jego zdaniem święcąc sobotę lub niedzielę, człowiek deklaruje, komu chce służyć: Stwórcy czy stworzeniu. Jego zdaniem świętowanie sabatu będzie szczególnie ważne w czasach ostatecznych, kiedy świętujący sabat zostaną oskarżeni o sianie nieporządku.
Uważa, że glosolalia może mieć demoniczne pochodzenie. W ruchu zielonoświątkowym jak i charyzmatycznym funkcjonują fałszywe substytuty charyzmatów. Jego zdaniem Kościoły charyzmatyczne połączą się kiedyś z Kościołem katolickim, co zostało to przepowiedziane przez Ellen G. White. Uważa, że wiele poglądów Świadków Jehowy powstało w wyniku czytania Biblii przy pomocy konkordancji, z pominięciem kontekstu.

## Książki
- Gdzie są skarby świątyni Salomona. Rybnik: Wydawnictwo „Betezda”, 1997. ISBN 83-901949-1-0. Brak numerów stron w książce
- Sukces w twoich rękach. Rybnik: Wydawnictwo „Betezda”, 1998. ISBN 978-83-901949-1-2. Brak numerów stron w książce
- Poznaj swoje dary duchowe. Rybnik: Wydawnictwo „Betezda”, 1998. ISBN 83-901949-4-5. Brak numerów stron w książce
- Skarby świątyni. Rybnik: Wydawnictwo „Betezda”, 1999. ISBN 83-901949-3-7. Brak numerów stron w książce
- Poradnik walki duchowej. Rybnik: Wydawnictwo „Betezda”, 1999. ISBN 83-901949-5-3. Brak numerów stron w książce
- Sekrety Biblii. Rybnik: Wydawnictwo „Betezda”, 2002. ISBN 83-915259-0-2. Brak numerów stron w książce
- Mądrość starożytnych: wybrane sentencje łacińskie z tłumaczeniem na język polski. Rybnik: Betezda, 2002. ISBN 83-915259-2-9. Brak numerów stron w książce
- Całun Turyński. Rybnik: Wydawnictwo „Betezda”, 2003. ISBN 83-915259-3-7. Brak numerów stron w książce
- Kod Leonarda da Vinci: fakt czy fikcja?. Rybnik: Wydawnictwo „Betezda”, 2004. ISBN 83-915259-5-3. Brak numerów stron w książce
- Całun Turyński: wielka historia czy wielka mistyfikacja?. Warszawa: Świat Książki, 2008. ISBN 978-83-247-1114-7. Brak numerów stron w książce
- Poznaj swoją osobowość i dary duchowe. Warszawa: Nowe Spojrzenia, 2010. ISBN 978-83-61640-12-7. Brak numerów stron w książce
- Radość mimo trudności. Warszawa: Nowe Spojrzenia, 2011. ISBN 978-83-61640-25-7. Brak numerów stron w książce
- Niewidzialna wojna o Twoje życie. Warszawa: Bogulandia, 2013. ISBN 978-83-63097-02-8. Brak numerów stron w książce
- Niezwykłe historie zwykłych ludzi. Warszawa: Bogulandia, 2013. ISBN 978-83-63097-06-6. Brak numerów stron w książce
- Najlepsze przysłowia amerykańskie i angielskie z tłumaczeniem na język polski. Warszawa: Nowe Spojrzenie, 2017. ISBN 978-83-61640-46-2
- Królestwo Saula, Dawida i Salomona : w świetle źródeł biblijnych i pozabiblijnych oraz danych archeologicznych - seria Sekrety Biblii. Warszawa: Bogulandia, 2017. ISBN 978-83-63097-62-2. Brak numerów stron w książce
- Historyczna wiarygodność Starego Testamentu - seria Sekrety Biblii. Warszawa: Bogulandia, 2018. ISBN 978-83-63097-63-9. Brak numerów stron w książce
- Niezwykłe historie zwykłych ludzi. Warszawa: Bogulandia, 2018. ISBN 978-83-63097-69-1
- Sukces jest w twoich rękach. Warszawa: Bogulandia, 2018, ISBN 978-83-63097-71-4
- Sławne przysłowia i cytaty w języku angielskim z tłumaczeniem na język polski. Warszawa: Bogulandia, 2018, ISBN 978-83-63097-73-8
- Radość mimo trudności, Warszawa: Bogulandia, 2019, ISBN 978-83-63097-81-3
- Poznaj siebie i zrozum innych. Rozpoznaj swoją osobowość, temperament i dary duchowe. Warszawa: Bogulandia, 2019, ISBN 978-83-63097-77-6
- Skarby Mądrości - PAKIET - Niezwykłe historie zwykłych ludzi, Poznaj siebie i zrozum innych, Radość mimo trudności, Sukces jest w twoich rękach. Warszawa: Bogulandia, 2021, ISBN 978-83-66397-08-8
- Bajeczne mądrości uczące wartości - seria Mądre bajki. Warszawa: Bogulandia, 2022, ISBN 978-83-66397-12-5
- Bajki Mądre grosza godne - seria Mądre bajki. Warszawa: Bogulandia, 2022, ISBN 978-83-66397-13-2
- Mądrość bajek - seria Mądre bajki. Warszawa: Bogulandia, 2022, ISBN 978-83-66397-14-9
- Szukam mądrości wiedzy i wartości - seria Mądre bajki. Warszawa: Bogulandia, 2022, ISBN 978-83-66397-15-6
- Mądre Bajki PAKIET. Warszawa: Bogulandia, 2022, ISBN 978-83-66397-27-9
- Exodus z Egiptu do Ziemi Obiecanej - seria Sekrety Biblii. Warszawa: Bogulandia, 2022, ISBN 978-83-66397-29-3
- Całun i chusta z grobu Jezusa - Sekrety Biblii. Warszawa: Bogulandia, 2022, ISBN 978-83-66397-31-6
- Królestwo Saula Dawida i Salomona - Sekrety Biblii. Warszawa: Bogulandia, 2022, ISBN 978-83-66397-38-5
- Niewidzialna wojna o Twoje życie. Warszawa: Bogulandia, 2023, ISBN 978-83-66397-52-1
- Sekrety Biblii PAKIET - Alfred J. Palla - Królestwo Saula Dawida i Salomonam, Exodus z Egiptu do Ziemi Obiecanej, Całun i chusta z grobu Jezusa, Historyczna wiarygodność Starego Testamentu. Warszawa: Bogulandia, 2023, ISBN 978-83-66397-53-8

## Multimedia
- Niewidzialna wojna o Twoje życie - E-BOOK, Warszawa: Bogulandia, 2013, ISBN 978-83-63097-19-6
- Niezwykłe historie zwykłych ludzi - E-BOOK, Warszawa: Bogulandia, 2013, ISBN 978-83-63097-06-6

- Alfred Palla, Tajemnice Biblii i starożytności: wiarygodność Biblii w kontekście wypełnionych proroctw Starego Testamentu oraz archeologii, Warszawa: Bogulandia 2014, DVD Video, EAN 5903240697014.
- Alfred Palla, Tajemnice Biblii i starożytności: wiarygodność Biblii w kontekście wypełnionych proroctw Starego Testamentu oraz archeologii, Warszawa: Bogulandia 2014, MP3, EAN 5903240697021.
- Tajemnice Biblii i Starożytności - audiobook ONLINE MP3, Warszawa: Bogulandia, 2014, ISBN 978-83-63097-29-5
- Sekrety Biblii - Królestwo Saula Dawida i Salomona - E-BOOK, Warszawa: Bogulandia, 2017, ISBN 978-83-63097-91-2
- Sekrety Biblii - Historyczna wiarygodność Starego Testamentu - E-BOOK, Warszawa: Bogulandia, 2018, ISBN 978-83-63097-92-9
- Niezwykłe historie zwykłych ludzi sekrety ich osiągnięć - Audiobook CD/MP3. Warszawa: Bogulandia, 2018, ISBN 978-83-63097-74-5
- Niezwykłe historie zwykłych ludzi sekrety ich osiągnięć - Audiobook ONLINE, Warszawa: Bogulandia, 2018, ISBN 978-83-63097-79-0
- Niezwykłe historie zwykłych ludzi - sekrety ich osiągnięć - E-BOOK, Warszawa: Bogulandia, 2018, ISBN 978-83-63097-95-0
- Sukces jest w twoich rękach - Audiobook CD/MP3. Warszawa: Bogulandia, 2018, ISBN 978-83-63097-75-2
- Sukces jest w twoich rękach - Audiobook ONLINE. Warszawa: Bogulandia, 2018, ISBN 978-83-63097-78-3
- Sukces jest w twoich rękach - E-BOOK. Warszawa: Bogulandia, 2018, ISBN 978-83-63097-96-7
- Radość mimo trudności - Audiobook MP3. Warszawa: Bogulandia, 2019, ISBN 978-83-63097-86-8
- Radość mimo trudności - Audiobook ONLINE. Warszawa: Bogulandia, 2019, ISBN 978-83-63097-87-5
- Radość mimo trudności - E-BOOK. Warszawa: Bogulandia, 2019, ISBN 978-83-63097-94-3
- Poznaj siebie i zrozum innych. Rozpoznaj swoją osobowość, temperament i dary duchowe - E-BOOK. Warszawa: Bogulandia 2019, ISBN 978-83-63097-93-6

- Exodus z Egiptu do Ziemi Obiecanej - Sekrety Biblii - E-BOOK. Warszawa: Bogulandia, 2022, ISBN 978-83-66397-48-4
- Całun i chusta z grobu Jezusa - Sekrety Biblii - E-BOOK. Warszawa: Bogulandia, 2022, ISBN 978-83-66397-46-0